# Seat Pleasant
Seat Pleasant è un comune degli Stati Uniti d'America nella contea di Prince George's, nello Stato del Maryland.